# Scenă de cabaret
Scenă de cabaret (1922) este o pictură în ulei pe pânză din 1922 a pictorului spaniol Salvador Dalí. A fost un experiment cubist unic care a intervenit între opera impresionistă timpurie a lui Dalí și tehnica suprarealistă clasică pe care a dezvoltat-o mai târziu. Dalí a fost inspirat de Pablo Picasso după ce a fost expulzat de la Școala de Arte Frumoase din Spania. Inspirația sa a fost arătată în picturile sale, precum aceasta.